# 玫瑰红绿海葵
玫瑰红绿海葵（学名：Sagartia rosea）为绿海葵科绿海葵属的动物。分布于印度西太平洋沿海以及渤海等。